# Montefibre
La société Montefibre S.p.A., abréviation de Montedison Fibre S.p.A., a été le groupe spécialisé dans la production de fibres synthétiques. Pendant de nombreuses années, ce fut la filiale du plus important groupe chimique d’Europe, Montedison.

## Historique

### Origines
L'entreprise a été créée en 1972 dans le cadre de la restructuration de la galaxie des sociétés du groupe Montedison, afin de réunir dans un même groupe spécialisé les sociétés et participations du secteur. La fusion des entreprises qui s'ensuivit concerne :
- Châtillon SpA, société cotée en bourse et contrôlée par Edison puis Montedison. Les principaux sites de production étaient situées à Châtillon, dans la province d'Ivrée dans le Val d'Aoste, Verceil et Porto Marghera à Venise ;
- Rhodiatoce SpA, société mixte italo-française avec une participation de Rhône-Poulenc. Les principaux sites de production étaient situés à Pallanza et Casoria ;
- Polymer SpA, société entièrement contrôlée par Montecatini puis Montedison, installée à Terni.

Les différents secteurs de production comprenaient :
- fibres acétates et fibres viscose : usines de Châtillon et Verceil ;
- fibres acryliques, polyacryliques et fibres PVC : usine de Porto Marghera ;
- fibres polyamides :
  - nylon 6,6 : usine de Pallanza,
  - nylon 6 : usine de Ivrée ;
- fibres polyester : usine de Casoria ;
- fibres polypropylène : usine de Terni.

Le secteur des fibres polypropylène a vu, en 1973, le transfert du département des films plastiques polypropylène vers une nouvelle société appelée Moplefan.
Les usines de Rho et de Busto Arsizio assuraient la transformation des fibres en textiles, les sociétés "Abital" et "La Castellana" assuraient la confection. La distribution était prise en charge par la société "Drop" et à l'étranger par les unités de Miranda de Ebro, Remiremont et Malte.

### La crise des années 1970
Au milieu des années 1970, une crise globale du secteur de la chimie toucha gravement le marché mondial. En 1975, le groupe Montedison décida de sortir les entreprises du secteur des matières plastiques et polyamides (secteur appelé Nylonplast en interne) du groupe Montefibre et de les regrouper dans une nouvelle société appelée Taban, dont l'activité industrielle serait concentrée sur les sites de Pallanza et Verceil.
En 1977, une nouvelle société est créée pour produire la fibranne en polypropylène pour la lingerie, appelée Merak. La même année la production de fibres PVC assurée par le site de Porto Marghera sera arrêtée en raison des prix du marché non rémunérateurs.

### La réorganisation de la production des années 1980
La crise s'aggravant, à la fin de l'année 1981 Montefibre décida une réorganisation complète en devenant une sorte de holding en transformant ses anciennes divisions en une série de sociétés filiales monoproduits :
- Società Italiana Nailon, avec un effectif de 2 400 salariés, allait assurer la production des fibres polyamides textiles, comme le nylon 6,6 que l'usine de Pallanza était la seule à fabriquer, sur les sites de Pallanza et Ivrée ;
- Società Italiana Poliestere, avec un effectif de 1 200 salariés, allait assurer la production des fibres polyester sur le site d'Acerra, ouvert en 1983 ;
- SIPA - Società Italiana Prodotti Acrilici, avec un effectif de 1 400 salariés, allait produire des fibres acryliques sur le site de Porto Marghera ;
- Châtillon SpA, avec un effectif de 1 200 salariés, allait produire des fibres à l'acétate de cellulose et des fibres viscose sur les sites de Châtillon et Verceil.

Les sociétés nouvelles créées en 1981 comme "Merak", "Neofil", "Sicrem", "Linoleum Due Palme", "Pettinatura di Ivrea", "Industria Tessile di Vercelli" et toutes les filiales étrangères, restaient naturellement dans le groupe Montefibre.

### Le désintérêt pour le secteur des polyamides
En 1983, le groupe Montefibre céda les sociétés qui s'occupaient du secteur des fibres polyamides textiles, des fibres acétate de cellulose et des fibres viscose. Cela conduit à la liquidation de la "Società Italiana Nailon" et de "Châtillon SpA", en raison de la poursuite de la crise du secteur. Cette décision ne fut pas sans conséquences pour les productions de la société "Taban" dont les productions furent un temps suspendues puis la société fut liquidée en 1985.
Montefibre reçu par contre beaucoup de commandes supplémentaires pour les fibres acryliques et les fibres polyester, ce qui l'obligera à agrandir les sites de Porto Marghera pour l'acrylique et Acerra pour le polyester. Le site d'Acerra avait remplacé l'ancien site de Casoria, jugé obsolète pour satisfaire aux nouvelles qualités de fabrication.

### La fusion dansEnimont
En 1988, le groupe Montedison transfèrera toutes les activités du groupe filiale Montefibre à la nouvelle société Enimont, coentreprise créée entre ENI et Montedison. À la suite des scandales liés aux aventures troubles de Raoul Gardini, patron de Montedison, la loint-venture sera dissoute en 1991 et toutes les sociétés seront englobées dans le groupe EniChem qui les transfèrera dans une filiale créée exprès, EniChem Fibre. En 1986, EniChem céda la totalité de sa filiale EniChem Fibre et revendra au groupe Orlandi la branche Montefibre avec l'ensemble des sites de production.

### Montefibre actuellement
En 1996, EniChem vendit Montefibre à la société Orlandi S.p.A.. L'entreprise poursuit son activité sous le nom "Montefibre S.p.A.". Elle a pu garder son appellation d'origine. À l'époque de Montedison, le groupe Montefibre disposait de trois sites industriels en plus de son siège social de Milan. Les sites étaient ceux de Ottana spécialisé dans les fibres polyester, cédé à EniChem Fibre, Porto Marghera et Acerra. À l'étranger, Montefibre avait le site de Miranda de Ebro pour les fibres acryliques et une centrale électrique attenante, "Genfibre S.A.", dont elle avait 50 % du capital.
Durant les années 2000, Montefibre a modifié fortement ses activités. Le site de Ottana a été fermé en 2003, tandis que celui d'Acerra a vu la construction de la première centrale électrique en Italie avec la participation de montefibre. Mais après plusieurs tentatives de redémarrage de l'activité de production de fibres polyester, en 2005 la société signa un accord avec les Espagnols de « La Seda de Barcelona » pour créer une coentreprise et transférer les sites de Acerra et El Prat de Llobregat dans une nouvelle société "Fibras European de Poliester S.L." dont Montefibre possède 40 % et "La Seda de Barcelona" 60 %.
Montefibre possède 100 % de la société « Trasformazione Fibre » et 14,2 % de « Servizi Porto Marghera S.c.a.rl. », société de services qui gère le port de Porto Marghera.
Durant les années 2006 à 2008, Montefibre a effectué un gros investissement en prenant une participation de 50 % dans le capital de la société chinoise « Jilin Jimont Fiber Co. Ltd. ».
Le nouveau plan industriel prévoit que Montefibre créera sur son site de Porto Marghera avec « West Docks Venice s.r.l. » la société « West Docks s.r.l. » qui gérera les flux des navires de marchandises. Chaque entité disposera de 50 % du capital. Dans l'usine de Porto Marghera, Montefibre expérimente au sein de ses laboratoires une nouvelle fibre baptisée "précurseur au carbone" qui est la base de la fibre de carbone. Si l'expérience est concluante, l'usine de  Marghera sera amenée à produire 12 000 tonnes par an de cette nouvelle fibre à partir de 2011.